# Betula vologdensis
Betula vologdensis är en björkväxtart som beskrevs av Nikolai Nikolaievich Tzvelev. Betula vologdensis ingår i släktet björkar, och familjen björkväxter. Inga underarter finns listade.